# RK Prelog
Rukometni klub Prelog je muški rukometni klub iz Preloga, Međimurska županija. U sezoni 2021./22. klub zauzima posljednje 14. mjesto u 1. HRL - Sjever te će od sezone 2022./23. igrati u 2. HRL - Sjever

## O klubu
U Prelogu se rukomet počeo igrati 1958. godine pri Osnovnoj školi "Prelog". 1961. godine se osnivaju tri kluba - "Izviđač", "Osnovna škola" i "Partizan". U travnju 1962. godine se uz pomoć Rukometnog saveza Kotara Čakovec osniva "Rukometni centar Prelog", koji okuplja 10-ak klubova iz Preloga i okolnih mjesta, poput Hodošana, Donjeg Kraljevca, Palinovca i drugih. Pomoć u radu centra, širenja rukometa i organiziranja klubova daju i čakovečki klubovi "Čateks" i "MTČ". 
 Krajem 1962. godine se tri preloška kluba ujedinjuju u kedan naziva "Partizan", koji do 1964. godine igra u prvenstvu Rukometnog centra Prelog, kada dolazi do kratkog gašenja. Obnova rada kluba je 1966. godine. 1968. godine klub se natječe u Prvenstvu Rukometnog centra Donji Kraljevec, a od 1970. u Jedinstvenoj međimurskoj ligi. 1973. godine "Partizan" dobiva novi naziv - "Vama". Do 1975. godine klub je koristio igralište Osnovne škole, a tada dobiva svoje igralište. 
 
U sezoni 1977./78. "Vama" osvaja I. općinsku ligu Čakovec i ostvaruje plasman u II. međuopćinsku ligu Zajednice općina Varaždin. U ljeto 1978. godine klub dobiva novo ime te se zove RK "Beton" Prelog, po "R.O. Beton Prelog", najjačoj radnoj organizaciji na području Mjesne zajednice Prelog. Klub odmah u sezoni 1978./79. osvaja II. međuopćinsku ligu Z.O. Varaždin te se plasira u I. međuopćinsku ligu ZO Varaždin, u kojoj u prvoj sezoni osvaja drugo mjesto, ali je osvaja u sezoni 1980./81., ali se ne uspijevaju plasirati u Hrvatsku rukometnu ligu - Sjever. Te 1981. godine su uređene tribine na igralištu, te dovedena rasvjeta za odigravanje noćnih utakmica. Ligu Zajednica općina Varaždin osvajaju u sezon 1985./86. te se plasiraju u Hrvatsku regionalnu ligu - Sjever, u kojoj igraju do sezone 1989./90., kada ispadaju u Međuopćinsku ligu Varaždin – Čakovec. 
 
Osamostaljem Hrvatska, u sezoni 1991./92. osvajaju Međuopćinsku ligu i plasiraju se u 2. HRL - Sjever. U ljeto 1992. klub mijenja ime u RK "Fortuna". Klub 1993. ponovno vraća ime "Beton, a 1995. godine dobiva današnje ime - 'RK "Prelog"'. U sezoni 1997./98. "Prelog" osvaja 2. HRL - Sjever, te se plasira u 1. B HRL - Sjever, u kojoj nastupaju u sezoni 1998./99. pod nazivm "Prelog Heplast Grupa". Zbog uvođenja jedinstvene 1. B HRL, klub od sezone 1999./2000. nastupa ponovno u 2. HRL - Sjever, koju osvaja u sezoni 2000./01., ili zbog reorganizacije natjecanja ostaje u 2. HRL (koja od 2000./01. do 2007./08. postaje drugi stupanj lige, a 2. HRL - Sjever, sada okuplja klubove s područja bivših skupina Sjever i Istok.). 2. HRL - Sjever ponovno osvajaju u sezonama 2002./03. i 2003./04., ali se ne uspijevaju kvalificirati u Prvu ligu. Klub je u sezonama 2008./09., 2009./10., 2010./11., 2013./14. i 2014./15. sudionik Prve lige, a od sezone 2015./16. su ponovno članovi 2. HRL - Sjever, koju osvaja u sezoni 2017./18. i plasira se u 1. HRL - Sjever.
Pri klubu je dok se zvao "Beton", od 1983. do 1989. godine, djelovao i ženski rukometni klub.

## Uspjesi

### do 1991.
1. međopćinska liga Zajednice općina Varaždin (Liga Zajednica općina Varaždin)
- prvak: 1980./81., 1985./86.

2. međopćinska liga Zajednice općina Varaždin
- prvak: 1978./79.

1. općinska liga Čakovec
- prvak: 1977./78.

Zimsko prvenstvo Međimurja
- prvak: 1980., 1981. (2. liga, II. momčad)

Zimsko prvenstvo Koprovnice
- prvak: 1979.

### nakon 1992.
2. HRL - Sjever
- prvak: 1997./98., 2000./01., 2002./03., 2003./04., 2012./13., 2017./18.

Međuopćinska liga Varaždin – Čakovec
- prvak: 1991./92.

## Unutrašnje poveznice
- Prelog

## Vanjske poveznice
- RK Prelog, facebook stranica
- furkisport.hr/hrs, Prelog, rezultati po sezonama
- sportilus.com, Rukometni klub Prelog
- prelog.hr, Rukometni klub Prelog, objavljeno 24. prosinca 2009.